# Reconstruction en Allemagne après la Seconde Guerre mondiale
Pour un article plus général, voir Reconstruction après la Seconde Guerre mondiale.
 (novembre 2007).
Si vous disposez d'ouvrages ou d'articles de référence ou si vous connaissez des sites web de qualité traitant du thème abordé ici, merci de compléter l'article en donnant les références utiles à sa vérifiabilité et en les liant à la section « Notes et références ».

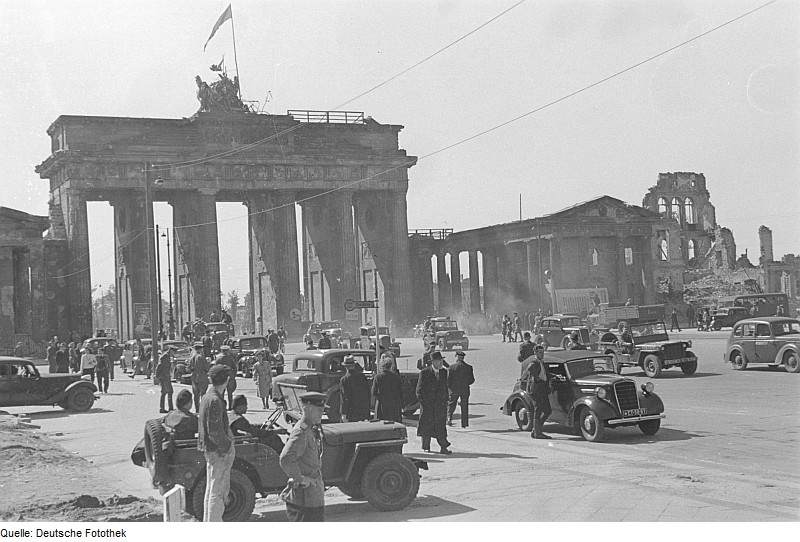
La porte de Brandebourg photographiée en mai 1946. La présence des troupes d'occupation alliées est manifeste.

La reconstruction en Allemagne après la Seconde Guerre mondiale est l'ensemble des initiatives visant à effacer les conséquences désastreuses de la guerre en Allemagne, en particulier sur les plans architectural et urbanistique. Durant la Seconde Guerre mondiale, surtout à partir de 1942, le Troisième Reich subit une intense guerre aérienne (Bombenkrieg). Jusqu'en mai 1945, 1 350 000 tonnes de bombes furent lancée sur le pays lors des bombardements stratégiques des alliés, soit, si l'on retranche l'acier, 450 000 tonnes d'explosifs, ce qui représente l'équivalent en puissance de 25 bombardements nucléaires sur Hiroshima. Les grandes villes allemandes furent des objectifs principaux de ces bombardements, qui utilisaient aussi des bombes incendiaires destinées à provoquer des incendies massifs en zone urbaine. Les tempêtes de feu qui en résultèrent furent particulièrement énormes et violentes à Dresde et à Hambourg.

## Le bilan des bombardements sur l'Allemagne
De très nombreuses richesses artistiques et architecturales, dûment inventoriées et documentées avant guerre, ont été détruites ou sévèrement endommagées. Outre les palais, églises, ou monuments, un nombre gigantesque de maisons et d'immeubles en maçonnerie, en pan de bois ou réalisés selon d'autres modes traditionnels de construction, appartenant à toutes les époques, comportant de nombreuses décorations et modénatures de façade et conditionnant l'esthétique générale des villes ont disparu, de même que d'innombrables œuvres d'art, des livres, des objets précieux ou évoquant le passé. Le centre-ville typique de nombreuses agglomérations, la disposition de ses rues, la structure socio-professionnelle de sa population, ont été annihilés. Jamais dans l'histoire une telle quantité de patrimoine inestimable ne fut perdue en si peu de temps, ni n'eut lieu une rupture aussi totale et profonde entre le passé et le présent d'une nation.

## Les restaurations d'après-guerre, dans l'urgence
Dès les premières années d'après-guerre, en même temps que la reconstruction purement utilitaire, la remise en état de certains monuments importants les moins abîmés fut entreprise en Allemagne de l'Ouest, ainsi que la restauration, puis la reconstruction pure et simple de plusieurs autres à partir de ruines, les chantiers durant parfois trente ans. Ainsi l'on releva un nombre impressionnant de trésors architecturaux petits et grands, parfois à partir de rien (liste non exhaustive)  :
- Berlin : le château de Charlottenburg, le palais du Kronprinz, la Zeughaus, l'opéra, le Prinzessinnenpalais, la Schauspielhaus, les Deutscher et Französischer Dom (cathédrales), l’université Humboldt, le palais Kaiser-Wilhelm, la bibliothèque royale, l'Hedwigkathedrale, l'académie d'architecture, l'île aux musées, etc.
- Munich : la résidence de Munich  ;
- Wurtzbourg : la résidence épiscopale et l'église St Kilian ;
- Nuremberg : le Burg, le Museumsbrücke, le Kaiserburg, la maison de Dürer, l'Egidienkirche, le Tucherschlösschen, l'hôtel de ville Wollscher ;
- Hildesheim : l'église Saint-Michel  ;
- Dresde : le Zwinger, la Frauenkirche, le Kunstvereinsgebäude (salle d'exposition néo-baroque, assez semblable au Petit Palais, appelé le « presse-citron » à cause de sa coupole), le château, une partie de la vieille ville ;
- les châteaux de Stuttgart, de Karlsruhe, de Wurtzbourg et de Mannheim, avec la vieille ville.

Des initiatives furent tentées dans l'idée de mêler « ancien et moderne » comme l'Église du Souvenir de Berlin (Gedächtniskirche).
Pour le reste, un effort de reconstruction colossal, admirable par son dynamisme, mais catastrophique sur le plan patrimonial, fut entrepris : des décombres surgirent des milliers d'immeubles sans caractère, rendant irréversible toute restauration des tissus urbains en ruine, déblayés sans ménagement, alors que de nombreuses façades intactes eussent pu être conservées pour cacher les immeubles reconstruits, pratique courante aujourd'hui. Ce fut la première vague de reconstruction, pressée par une urgence compréhensible, en raison du nombre important de sans-abri et de réfugiés à reloger, dans un contexte de modernisme dominant et de croissance économique fulgurante, où étaient censés n'être remis en état ou reconstruits que les édifices présentant un intérêt exceptionnel.
Quelques-unes des reconstructions « cadastrales » des années 1950, où l'on releva sur parcelle, en surface et au gabarit d'avant-guerre, des immeubles indemnisés, sans plan urbanistique « table rase », ne manquent cependant pas d'un certain charme. Il y a des quartiers de Düsseldorf ou de Berlin, voire d'une ville industrielle comme Bochum, qui évoquent Michel Roux-Spitz ou François le Cour, la verdure revenue et l'homogénéité de style achevant de sauver l'ensemble. Jusque dans les années 1960, qui virent déferler, qu'il y ait eu dommages de guerre ou non, le néo-corbuséisme massif ultérieur qui rompait avec les gabarits voyers encore classiques de l'immédiate reconstruction, dominait une certaine continuité avec l'urbanisme traditionnel.
Des millions de mètres cubes de débris ont été rassemblés dans des Schuttberge constituant des collines artificielles.